# Мартина, Чуранди
Чуранди Томас Мартина (нидерл. и папьям. Churandy Martina; род. 3 июля 1984, Виллемстад) — нидерландский легкоатлет, который специализируется в беге на короткие дистанции. Двукратный чемпион Европы 2012 года на дистанции 200 метров и в эстафете 4×100 метров.
Выступления на международных соревнованиях начал в 1999 году. На Олимпиаде а Афинах не смог пройти дальше квалификационных забегов на дистанции 100 метров. На открытии олимпийских игр он был знаменосцем сборной страны. До 2010 года выступал за Нидерландские Антильские острова, а после их роспуска стал представлять Нидерланды. Занял 5-е место на чемпионате мира 2007 года на дистанции 100 метров. На Олимпиаде 2008 года на стадии предварительных забегов он впервые в своей карьере преодолел 10-секундный барьер, пробежав дистанцию 100 метров за 9,99. В финальном забеге занял 4-е место с результатом 9,93. Занял 6-е место на олимпийских играх 2012 на дистанции 100 метров.
В настоящее время владеет рекордами Нидерландов на дистанциях 100 метров — 9,91 и 200 метров — 19,85.
Выступал на чемпионате мира 2013 года в Москве на дистанциях 100 метров (не вышел в финал) и 200 метров — 7-е место.